# Elke Müller-Mees
Elke Müller-Mees (alias Torsten bzw. Thea und Thomas Conrad) (* 24. Januar 1942 in Berlin; † 26. Juni 2011 in Mülheim) war eine deutsche Schriftstellerin.

## Leben
Elke Müller-Mees wurde in Berlin geboren und zog später ins Rheinland, wo sie in Städten wie Düsseldorf und Ratingen ihre Kindheit verbrachte. Nach dem Abitur begann sie zunächst eine Ausbildung bei der Deutschen Bundespost, brach sie ab, studierte Germanistik und Geschichte in Köln und promovierte über Emblematik im Erbauungsbuch. Sie unterrichtete und spielte mit Kindern und Erwachsenen Theater an Realschulen in Opladen und Erkrath sowie an Gymnasien in Düsseldorf und Mülheim.
1979 debütierte sie bei Aschendorff mit Rätsel um Philipp, einem Krimi für Kinder. Acht Jahre später quittierte sie ihren Schuldienst  als Oberstudienrätin und wandte sich ganz dem Schreiben zu. Seitdem war Müller-Mees als freie Schriftstellerin in Mülheim an der Ruhr tätig.
Müller-Mees veröffentlichte über 40 Bücher, ohne sich dabei auf ein bestimmtes Genre festzulegen. Neben Kinderkrimis, Pferdebüchern, Gedichten und Sketchen, Wort- und Sprachspielen, Sachbüchern über Männerbünde und Frauenklischees und Ratgebern zu medizinischen Themen veröffentlichte sie auch Humorbücher. Gedichte von ihr finden sich in Spitze des Eisberges, der Gedichtauswahl zum Literaturpreis Ruhrgebiet 1986. Sie arbeitete mit an dem Film Frauen im Krieg für die Sendung Frauenfragen des WDR. Elke Müller-Mees war verheiratet und Mutter dreier Kinder.

## Auszeichnungen
- 1981: 1. Nordrhein-Westfälisches Autorentreffen, Sparte Kinderliteratur

## Werk
- 1980/1989: Die schottische Distel; Irischer Klee; Lauch für Wales; Rosen aus England
- 1987/1988: Wir Vier – Schneider, 6 Bände
- 1988: Andrea und Andrea – Pelikan, 2 Bände
- 1991/1993: Reitertreff Schleusenhof – Franckh Kosmos 7 Bände; als Loewe Leseriese Ulrikes Sprung nach vorn und Andi reitet seinen Weg
- 1991; Ulrikes Sprung nach vorn – Loewe Pferdeclub
- 1994: Der Wolfspelz und Elke, die Apfelsinendiebin – in: Gaby Dohm erzählt Gute-Nacht-Geschichten – Tonkassette Europa
- 1988: Abitur für Faule – Eichborn 1988; 5. Auflage 1991(als "Torsten und Thomas Conrad")
- 1990: Was heißt schon Männersache – Ariston;
- 1990: Artikel über Freimaurer und Rotary, Lions im Katalog Männerbünde-Männerbande
- 1990: Frauen im Krieg – Film für die Sendung Frauenfragen des WDR
- 1992: Traumkarriere im Sattel – Nicole Uphoff-Biographie Franckh Kosmos
- 1993: Knaurs Schwangerschaftskalender – Knaur
- 1993: Die aggressive Frau – Von Mannweibern, Sexbomben und Hausdrachen – Weitbrecht; TB Heyne Juli 1996
- 1994: Lebendige Psychosomatik – Knaur (Mitautorin: Claudia Cleff-Menne)
- 1994: Knaurs Handbuch für werdende Väter – Knaur
- 1995: Pilzerkrankungen – Knaur; 4. Aufl. 1997
- 1996: Karriere machen mit Stil – 1996 (Mitautorin: Helga Ebel-Gerlach)
- 1996: Sauer macht nicht lustig – Knaur; 3. Aufl. 1998, Neuauflage 2001
- 1997: Erfolgsrezepte für Berufsanfang und Stellenwechsel – Knaur
- 1998: Tinnitus – Knaur
- 1998: Selbstverständlich selbstbewusst – mvg
- 1998: Wer putzt, ist selber schuld – Knaur (als: Thea und Torsten Conrad)
- 1999: Säure-Basen-Harmonie – Knaur
- 2000: Farben – heilsam und gesund – Knaur
- 2001: Der neue Verseschmied für Hobbydichter – Urania
- 2002: Kindersketche für Familienfeste – Urania
- 2002: Es fragt die bunte Kuh: Wer bist denn …? – Urania
- 2002: Neue Weihnachtsgedichte für Kinder – Urania; 2. Aufl. 2003
- 2003: Kinderspiele für alle Sinne – Urania
- 2003: Kindertheater in der Weihnachtszeit – Urania
- 2004: Wortsalat und Silbenschlange – Urania
- 2005: Kinder tragen vor – Knaur
- 2007: Sauer macht nicht lustig – Knaur, Neubearbeitung
- 2007: Wahrheit ist eine Viper, ISBN 978-3-8334-9331-7
- 2009: Blutfährte – Droste, ISBN 978-3770013241
- 2010: Haarsträubend – Droste, ISBN 978-3-7700-1361-6